# Ceftazidim
Ceftazidim ist ein zu den Cephalosporinen der dritten Generation gehörendes Antibiotikum. Es hat eine hohe Aktivität gegen die meisten gramnegativen Bakterien einschließlich Pseudomonas aeruginosa.

## Wirkspektrum
Ceftazidim weist ähnlich wie Cefotaxim ein breites Wirkungsspektrum gegen gramnegative Bakterien auf, im Unterschied zu diesem auch gegen Pseudomonas aeruginosa und den Erreger der seltenen Tropenkrankheit Melioidose, Burkholderia pseudomallei. Im grampositiven Bereich wirkt Ceftazidim schwächer als Cefotaxim, beispielsweise nur mäßig auf Streptokokken und schwach auf Staphylokokken. Unwirksam ist es bei MRSA und ESBL.
Die Kombination mit dem β-Lactamase-Inhibitor Avibactam kann das Spektrum auf resistente Keime erweitern, indem es die von diesen Bakterien gebildete β-Lactamase blockiert.

## Indikationen
Ceftazidim sollte vorwiegend zur Behandlung vermuteter oder nachgewiesener Infektionen durch Pseudomonas aeruginosa eingesetzt werden. Eine Zulassung besteht für folgende Infektionen, wenn diese schwer und durch Ceftazidim-empfindliche Erreger verursacht sind: Atemwegsinfektionen, Harnwegsinfektionen, Haut- und Weichgewebsinfektionen, Infektionen der Geschlechtsorgane, des Bauchraums, der Knochen und Gelenke und als Folge von Hämo- oder Peritonealdialyse.

## Applikation
Ceftazidim wird in der Regel als intravenöse Infusion parenteral verabreicht. Daneben ist es für die intramuskuläre und intravenöse Injektion zugelassen.

## Pharmakokinetik
Ceftazidim wird nach oraler Gabe praktisch nicht resorbiert. Es hat nach parenteraler Verabreichung eine biologische Halbwertszeit von etwa 2 Stunden. Im Serum liegt es zu etwa 10 Prozent an Eiweiß gebunden vor, in den meisten Geweben erreicht es Konzentrationen, die über den typischen minimalen Hemmkonzentrationen empfindlicher Erreger liegen. Die Ausscheidung erfolgt fast vollständig durch glomeruläre Filtration über die Nieren, die Dosis muss daher bei Niereninsuffizienz angepasst werden. Eine Metabolisierung in der Leber erfolgt nicht.

## Nebenwirkungen
Allergische Reaktionen sind viel seltener als bei Penicillinen. Ebenfalls eher selten treten Blutbildveränderungen wie Thrombozytopenie, Leukopenie oder Eosinophilie auf. Weitere Nebenwirkungen sind unter anderem durch die Schädigung der physiologischen Bakterienflora bedingt, z. B. Candida-Infektionen im Bereich der Vagina und des Mundes sowie Durchfall.

## Handelsnamen
- Fortum (D), Fortam (CH), mehrere Generika.